# Beatbox (sång)
Beatbox är en låt av den svenska gruppen The Sounds och den andra singeln från deras tredje album Crossing the Rubicon. Singeln gavs ut den 12 januari 2010 exklusivt på iTunes Store.
Det har även gjorts en musikvideo till låten som regisserades av den svenske filmregissören Manuel Concha.

## Om låten
"Jag sjöng från början på ett sätt som fick det att låta som "Donna Summer 70-talsvibb", men det passade inte till sången i refrängen", säger Maja. "Felix skrev en rolig text och hittade på en rappdel. Det är en annorlunda riktning för oss, men jag gillar verkligen hur det blev."

## Låtlista
Alla låtar är skrivna av The Sounds.
1. Beatbox – 4:03
2. Beatbox (Hey Champ Remix) – 5:04
3. Beatbox – 4:54